# Давидовська Тамара Леонідівна
Тама́ра Леоні́дівна Давидо́вська (нар. 3 жовтня 1950, м. Сколе, Львівська область) — український науковець, біофізик, доктор біологічних наук, професор кафедри біофізики біологічного факультету Київського національного університету імені Тараса Шевченка.

## Життєпис
Народилася 3 жовтня 1950 року у місті Сколе на Львівщині. 1972 року закінчила біологічний факультет Київського університету, де від того часу й працює.
1976 року захистила кандидатську дисертацію на тему: «Вплив постійного магнітного поля на електрофізіологічні властивості гладеньких і скелетних м'язів та їх нервово-м'язові сполучення». Від 1977 року працювала на кафедрі біофізики біологічного факультету Київського державного університету імені Тараса Шевченка.
2003 року здобуває вчене звання доктора біологічних наук — за захист праці на тему: «Мембранні та клітинні механізми дії імуноактивних речовин на електрогенез та скорочення гладеньких м'язів».
Від 2007 року — професор кафедри біофізики біологічного факультету Київського державного університету імені Тараса Шевченка. Займається вивченням мембранних та клітинних механізмів дії імуноактивних речовин на електрогенез та скорочення гладеньких м'язів шлунково-кишкового тракту.
Фахівець в царині біофізики гладеньких м'язів. Є авторкою розробки наукової концепції механізмів дії на електрофізіологічні властивості гладеньком'язових клітин кишки субстанцій клітинної стінки золотистого стафілокока та фактора переносу імунної реактивності до цього антигену.
Авторка близько 100 наукових праць, з них у співавторстві 6 навчальних посібників. Наукові інтереси: молекулярна біофізика, електробіофізика.
Серед робіт:
- «Фактор переносу модулює гальмівну дію нейромедіаторів на гладенькі м'язи кишківника» (2002; у співавторстві);
- «Біофізика складних систем. Навчальний посібник» (2006; у співавторстві);
- «Теоретичні та експериментальні основи біофізики електричних явищ» (2006; співавтори Ю. І. Прилуцький, М. С. Мірошниченко, О. В. Жолос);
- «Modulations of molecular signaling mechanisms in smooth muscles excitable cells by titanium dioxide nanoscale material» (2017, співавтори Нипорко Олексій Юрійович, Скришевський Валерій Антонович, Цимбалюк Ольга Володимирівна);
- «Фізика біосистем у формулах, термінах, схемах», навчальний посібник (2017; співавтори Войтешенко Іван Сергійович, Грабчук Галина Петрівна, Говорун Дмитро Миколайович, Науменко Анна Миколаївна, Нипорко Олексій Юрійович, Нурищенко Наталія Євгенівна, Цимбалюк Ольга Володимирівна).